# Samtgemeinde Steimbke
Samtgemeinde Steimbke er en samtgemeinde ("fælleskommune" eller amt) syd for Nienburg østlige del af Landkreis Nienburg/Weser i den tyske delstat Niedersachsen. Administrationen ligger i byen Steimbke

## Geografi
Samtgemeinde Steimbke ligger i et landskab med heder, mose og skov.

### Inddeling
Samtgemeinden består af fire kommuner
- Rodewald,
- Steimbke,
- Linsburg og
- Stöckse

## Historie
Ind til 31. december 2004 hørte Samtgemeinde Steimbke til det tidligere Regierungsbezirk Hannover, der lige som de andre regierungsbezirke i Niedersachsen blev nedlagt.